# 長度 (模論)
在數學中，設 {\displaystyle A} 為環，一個 {\displaystyle A}-模 之長度是一個整數（包括無窮大），它推廣了向量空間的維度。有限長度的模與有限維向量空間有許多共通性。

## 動機
單模是除了零和本身外沒有子模的模，這種模有時也稱為不可約模。例如不可約的向量空間（視為域或除環上的模）是一條直線。對於單模，我們只可能造出一種嚴格遞增的子模鏈：
{\displaystyle \{0\}\subsetneq M}
單模是容易處理的對象。對於一個環 {\displaystyle A} 上的 {\displaystyle A}-模 {\displaystyle M}，如果我們能找到一條嚴格遞增的子模鏈：
{\displaystyle M_{0}=\{0\}\subsetneq M_{1}\subsetneq \cdots \subsetneq M_{n-1}\subsetneq M_{n}=M}
使得每個子商 {\displaystyle M_{k}/M_{k-1}} 都是單模，那麼此鏈將是極大的——我們無法插入新的子模。根據以下將闡述的定義，這時 {\displaystyle M} 將是有限長度的模，其長度 {\displaystyle \ell _{R}(M)}恰為 {\displaystyle n}。
因此單模正好是長度為一的模。另一個例子：設 {\displaystyle E} 是域 {\displaystyle k} 上的有限維向量空間，那麼一個極大的子模鏈是一族子空間 {\displaystyle (E_{k})_{0\leq k}}，使得維度在每一步都加一：
{\displaystyle E_{0}=\{0\}\subsetneq E_{1}\subsetneq \cdots \subsetneq E_{n-1}\subsetneq E_{n}=E}
而此時 {\displaystyle \dim _{k}E=\ell _{k}(E)}，這種資料稱作旗。

## 定義
設 {\displaystyle A} 為一個環（可能非交換）， 一個 {\displaystyle A}-模 {\displaystyle M} 的長度定義為嚴格遞增的子模鏈長度的上確界：此即最大可能的整數 {\displaystyle n}（可能是無窮大），使得 {\displaystyle M} 中存在嚴格遞增的子模鏈 {\displaystyle M_{0}\subsetneq M_{1}\subsetneq \cdots \subsetneq M_{n}}。模 {\displaystyle M} 的長度記為 {\displaystyle \ell _{A}(M)}，不致混淆時也逕寫作 {\displaystyle \ell (M)}。

## 例子
- 模 {\displaystyle M} 是單模的充要條件是長度為一。
- 對於向量空間，長度等於維度。
- 整數環 {\displaystyle \mathbb {Z} } 視為 {\displaystyle \mathbb {Z} }-模，則其長度為無窮大，因為存在任意長的子模鏈 {\displaystyle 2^{n}\mathbb {Z} \subsetneq 2^{n-1}\mathbb {Z} \subsetneq \cdots \subsetneq 2\mathbb {Z} \subsetneq \mathbb {Z} }。
- 設正整數 {\displaystyle n} 的素因數分解為 {\displaystyle n=\prod _{p}p^{n_{p}}}，則有

{\displaystyle \ell _{\mathbb {Z} }(\mathbb {Z} /n\mathbb {Z} )=\sum _{p}n_{p}}

## 性質
有限長的模具有許多類似有限維向量空間的性質。例如：若 {\displaystyle M} 為有限長模，則其子模皆有限長，設 {\displaystyle N,P} 為兩個子模，{\displaystyle \ell (N)=\ell (P)} 且 {\displaystyle N\subseteq P}，則 {\displaystyle N=P}。
我們有 Grassman 公式：
{\displaystyle \ell (N+P)+\ell (N\cap P)=\ell (N)+\ell (P)}
對於有限長模 {\displaystyle M}，一個極大的子模鏈 {\displaystyle \{0\}=M_{0}\subsetneq \cdots \subsetneq M_{n}=M} 稱為一個合成列，其長度 {\displaystyle n} 是固定的，且合成因子 {\displaystyle M_{i}/M_{i+1}} 在至多差一個置換與同構的意義下唯一。
此外，一個模是有限長模若且唯若它同時是阿廷模與諾特模。

## 文獻
- Serge Lang, Algebra (2002), Graduate Texts in Mathematics 211, Springer. ISBN 0-387-95385-X